# Smithdiagram

Impedans Smithdiagram (utan data utskrivet)

Smithdiagram, uppfunnet av Phillip Hagar Smith (1905-1987), är ett grafiskt hjälpmedel eller nomogram designat för elektroteknik- och elektronikingenjörer specialiserade inom radiofrekvensteknik (RF) för att underlätta problemlösning inom signalöverföring och kretsar för impedansanpassning. Användandet av Smithdiagram  har ökat stadigt över åren och är fortfarande utbrett i dagsläget, inte bara som ett problemlösningshjälpmedel utan även som en grafisk demonstration av hur flera RF-parametrar beter sig vid en eller flera frekvenser. Den är ett alternativ till att använda tabellinformation. Smithdiagram kan användas för att representera många parametrar inklusive impedans, admittans, reflektionskoefficienter, Snn spridningsparametrar, noise figure-cirklar, konstantförstärkningskonturer och regioner för ovillkorlig stabilitet. Smithdiagram används mest inom enhetsradie-området. Dock är återstoden fortfarande matematiskt relevant och används till exempel i elektroniska signalgenerator-konstruktioner och stabilitetsanalyser.

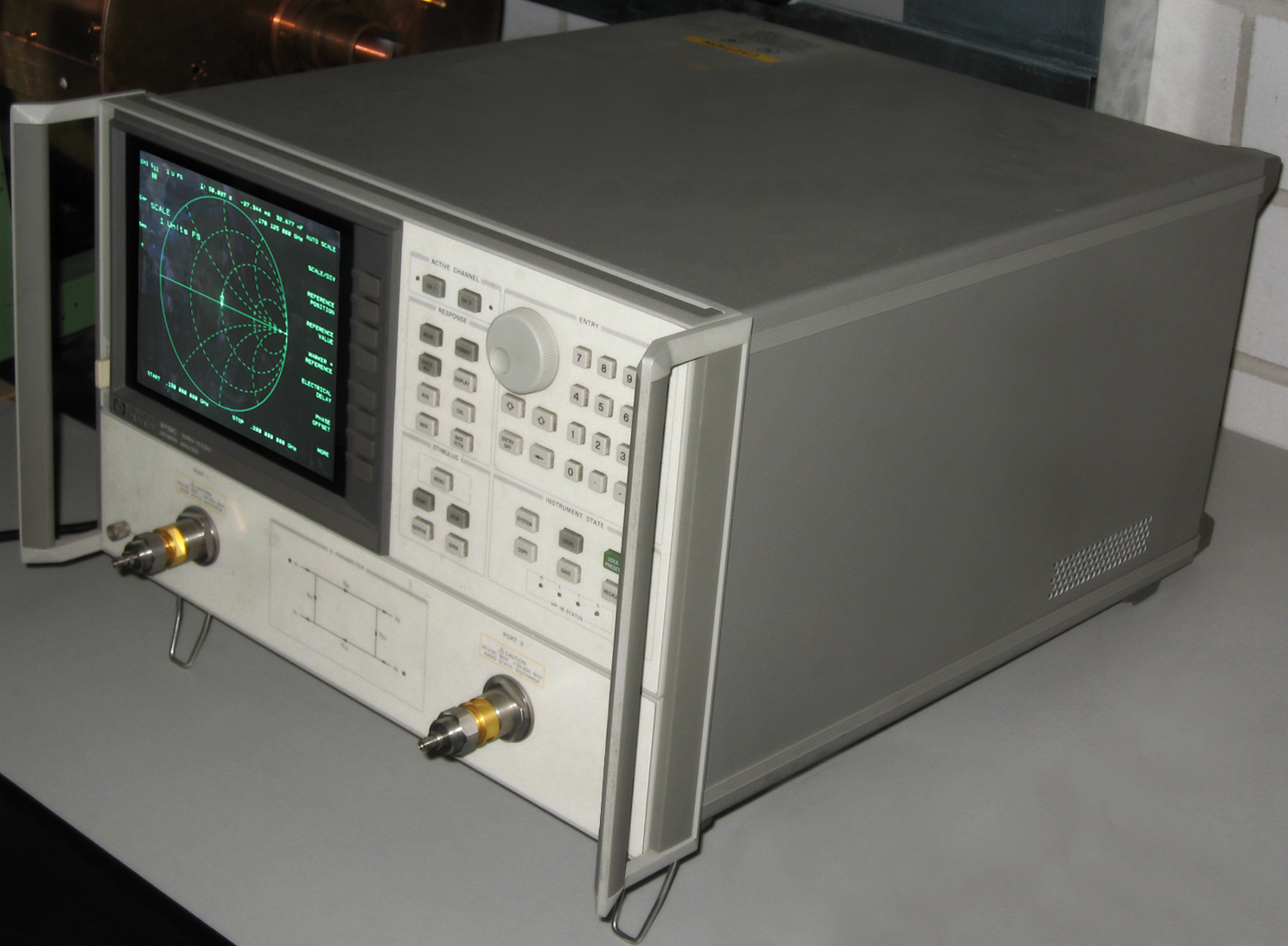
En nätverksanalysator, (HP 8720A) som visar ett Smithdiagram.

Smithdiagram kan genereras med en nätverksanalysator.